# Смирнов, Николай Николаевич (тренер)
Николай Николаевич Смирнов (23 апреля 1920 — 4 октября 2012, Санкт-Петербург, Российская Федерация) — советский спортсмен  (лыжные гонки и гребля на байдарках) и тренер по гребле на байдарках и каноэ, заслуженный тренер СССР. Муж Н. В. Смирновой.

## Биография
Участник Великой Отечественной войны. Выступал в соревнованиях по лыжным гонкам и гребле на байдарках за ДСО «Спартак». Мастер спорта. Тренировался по лыжным гонкам у К. И. Ковальского, по гребле — у Г. М. Краснопевцева.
Призёр чемпионата РСФСР (1948) по лыжным гонкам. Завоевал по две золотые, серебряные и бронзовые медали чемпионатов СССР (1952—1954) в составе экипажей байдарок-двоек.
Окончил Высшую школу тренеров при ГДОИФКе им. П. Ф. Лесгафта и в 1952 г. — Ленинградский педагогический институт им. А. И. Герцена. 
- 1955—1966 гг. — старший тренер Всесоюзного центрального совета «Спартак». Подготовил чемпионов Европы и СССР (А. Демитков, А. Рудзинскас, М. Рудзинскас, С. Климов и др.).
- 1966—1981 гг. — преподаватель учетно-кредитного техникума,
- 1982—2000 гг. — заведующий лыжной базой «Динамо».

Входил в число десяти лучших тренеров Ленинграда.
Похоронен на Северном кладбище в Санкт-Петербурге.

## Награды и звания
Заслуженный тренер СССР.
Награждён орденами Отечественной войны 2-й степени, медалями «За отвагу», «За боевые заслуги», «За трудовое отличие».